# Talsperre Švihov

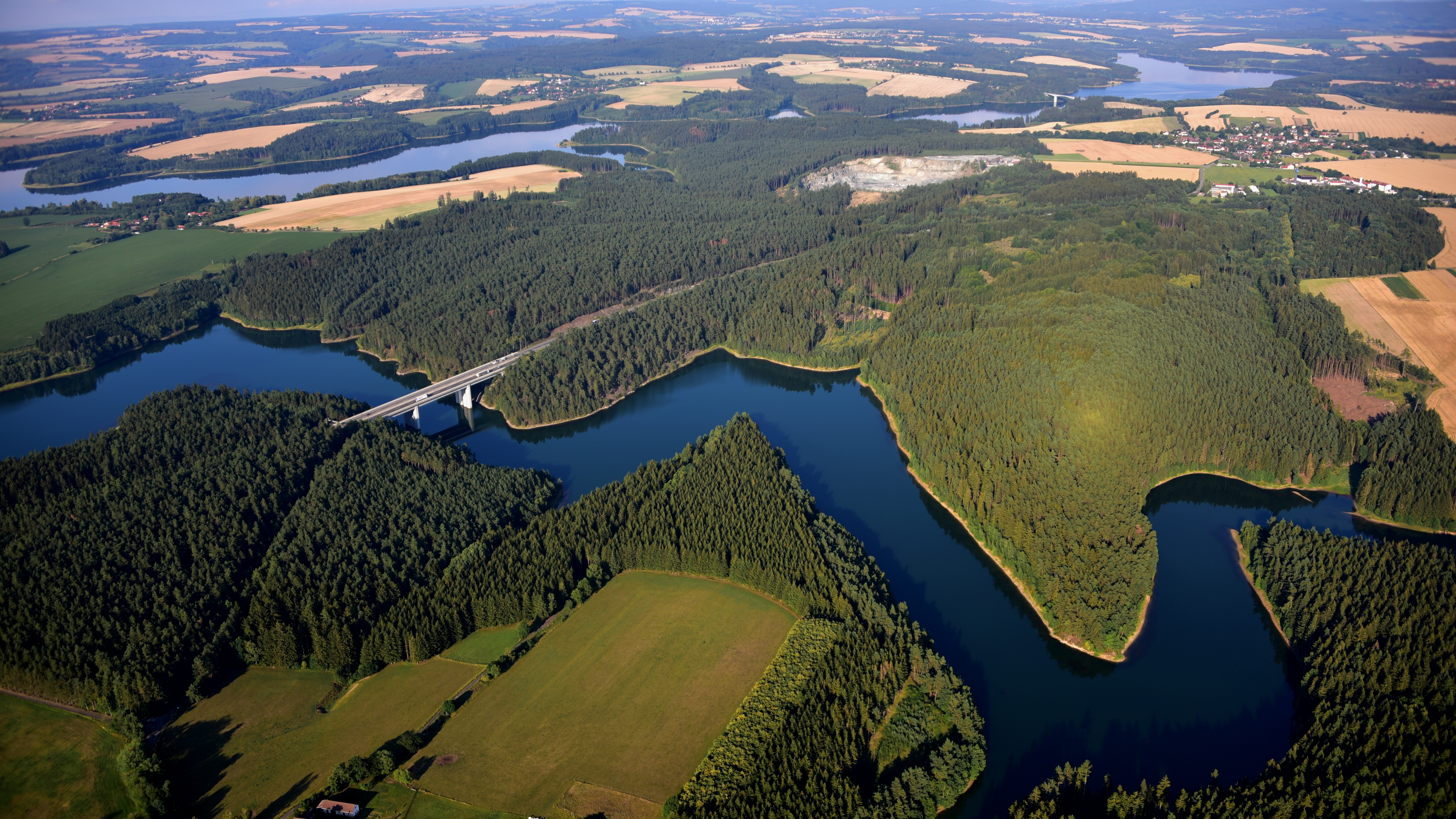
Talsperre Švihov, Luftaufnahme (2018)

Die Talsperre Švihov ist eine Trinkwassertalsperre an der Želivka in Tschechien. Die Staumauer befindet sich südlich der Stadt Zruč nad Sázavou bei dem Dorf Nesměřice.
Die Talsperre ist nach Lipno und Orlík die drittgrößte im Einzugsgebiet der Moldau und dient der Trinkwasserversorgung des Großraums Prag.
Sie hat ein Fassungsvermögen von 266,6 Millionen Kubikmeter und eine Wasserfläche von 14,3 Quadratkilometer. Die Meereshöhe beträgt 253 m n.m. Der Stauraum erstreckt sich bis Koberovice und umfasst die engen Täler der Želivka und einiger Zuflüsse.
Der Bau der Talsperre geht auf einen Beschluss von 1963 zurück. 1974 erfolgten die Fertigstellung und der Abriss der Stadt Dolní Kralovice, die ein Jahr später zusammen mit Horní Kralovice, Libčice und weiteren Ortschaften mit dem Stausee überflutet wurde. 1976 wurde auch Zahrádka aufgelöst. Zugleich wurde der seit 1902 bestehende Streckenabschnitt von Trhový Štěpánov nach Dolní Kralovice der Lokalbahn Beneschau–Wlaschim–Unter Kralowitz stillgelegt.
Auf dem Gemeindegebiet von Loket führt zwischen Brzotice und Bezděkov eine 13 Meter breite und 306 Meter lange Straßenbrücke der Staatsstraße 150 über den Stausee. Die Brücke hat eine Pfeilerhöhe von 65 Metern.
Nordwestlich von Borovsko in der Gemeinde Bernatice steht im Stausee die unvollendete Autobahnbrücke über den Sedlecký potok aus den 1940er-Jahren, die Teil der Autobahn von Prag nach Jihlava werden sollte und heute nur noch wenig über den Wasserspiegel ragt. Sie ist als Borovsko-Brücke und in der Bevölkerung als Hitler-Brücke bekannt. Ihr Bau begann 1939 und wurde nach dem Attentat auf Reinhard Heydrich 1942 abgebrochen, aber 1948 bis 1950 wieder aufgenommen. Sie wurde zwar abgenommen, aber auf der Südseite nie fertiggestellt, nachdem der Autobahnbau gestoppt wurde. Die Stahlbetonbogenbrücke ist rund 36 Meter hoch. Nach der Entscheidung zum Staudammbau entschied man sich für den Bau einer neuen Brücke.
Bei der Fortführung des Autobahnbaus der D1 wurde zwischen Bernatice und Hulice von der ursprünglichen Trassenführung nach Süden abgewichen und beim Dorf Sedlice entstand 1969 eine neue Brücke über den Sedlecký potok, die über das später geflutete Seitental führt. Bei Píšť entstand 1972–1979 eine weitere Brücke der D1 über den Stausee, die über einer während des unvollendeten Autobahnbaus bis 1950 gebauten Brücke errichtet wurde. Über die ursprüngliche Brücke führt eine Lokalstraße.

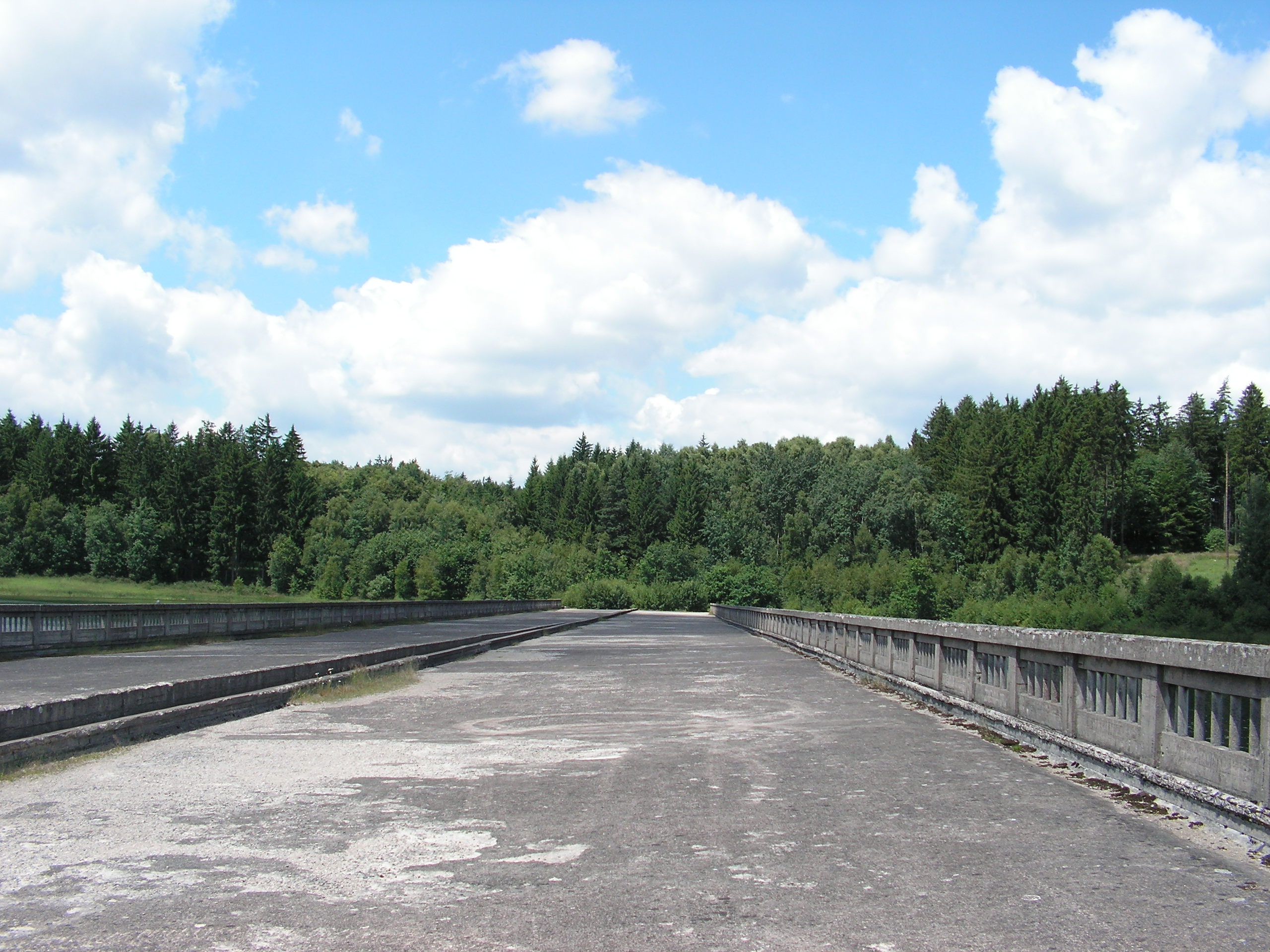
Die nicht fertiggestellte Borovsko-Brücke